# Upplands runinskrifter 507
Upplands runinskrifter 507 är ett vikingatida runstensfragment av granit som hittades i Broby, Kårsta socken och Vallentuna kommun. Runstensfragmentet är 0,6 meter högt och 0,6 meter brett. Runhöjden är 10 centimeter. Stenen hittades år 1939 vid Broby tegelbruk och ställdes samma år upp på kyrkogården vid Kårsta kyrka.

## Inskriften
Translitterering av runraden:
...ia-t-mlʀ
Normalisering till runsvenska:
''[hn]ia[s]t[b]mlʀ''
Översättning till nusvenska:
<hniastbmlʀ>
Troligen har runristningen utgjorts av hela runraden, men vad meningen med en sådan ristning var är svårt att avgöra.